# Rouville (district électoral)
Rouville est un ancien district provincial du Québec qui a existé de la confédération jusqu'à l'élection générale de 1973.

## Liste des députés

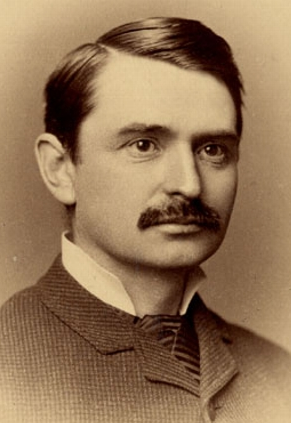
Edmond Lareau, député de 1886-1890

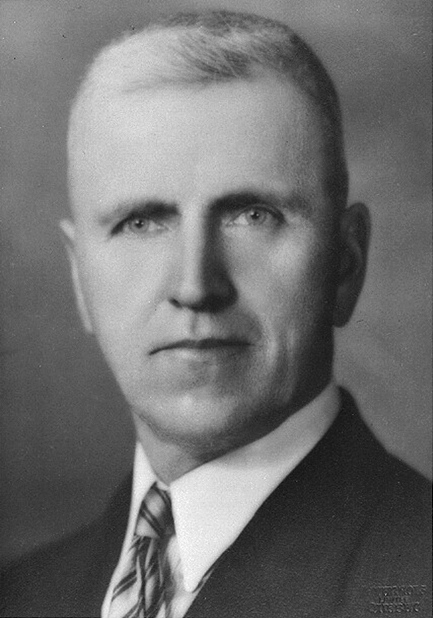
Laurent Barré, Ministre de l'Agriculture de 1944-1960

| Années | Années      | Député                        | Parti           |
| ------ | ----------- | ----------------------------- | --------------- |
|        | 1867 - 1871 | Robert Victor                 | Libéral         |
|        | 1871 - 1875 | Robert Victor                 | Libéral         |
|        | 1875 - 1878 | Robert Victor                 | Libéral         |
|        | 1878 - 1879 | Solime Bertrand               | Conservateur    |
|        | 1879 - 1881 | Flavien-Guillaume Bouthillier | Libéral         |
|        | 1881 - 1886 | Étienne Poulin                | Conservateur    |
|        | 1886 - 1890 | Edmond Lareau                 | Libéral         |
|        | 1890 - 1892 | Alfred Girard                 | Libéral         |
|        | 1892 - 1897 | Alfred Girard                 | Libéral         |
|        | 1897 - 1900 | Alexandre-Napoléon Dufresne   | Conservateur    |
|        | 1900 - 1904 | Alfred Girard                 | Libéral         |
|        | 1904 - 1908 | Alfred Girard                 | Libéral         |
|        | 1908        | Alfred Girard                 | Libéral         |
|        | 1908 - 1912 | Joseph-Edmond Robert          | Libéral         |
|        | 1912 - 1916 | Joseph-Edmond Robert          | Libéral         |
|        | 1916 - 1919 | Joseph-Edmond Robert          | Libéral         |
|        | 1919 - 1923 | Joseph-Edmond Robert          | Libéral         |
|        | 1923 - 1927 | Cyrille-Améric Bernard        | Libéral         |
|        | 1927 - 1931 | Cyrille-Améric Bernard        | Libéral         |
|        | 1931 - 1935 | Laurent Barré                 | Conservateur    |
|        | 1935 - 1936 | Laurent Barré                 | Conservateur    |
|        | 1936 - 1939 | Laurent Barré                 | Union nationale |
|        | 1939 - 1944 | Henri-Pascal Panet            | Libéral         |
|        | 1944 - 1948 | Laurent Barré                 | Union nationale |
|        | 1948 - 1952 | Laurent Barré                 | Union nationale |
|        | 1952 - 1956 | Laurent Barré                 | Union nationale |
|        | 1956 - 1960 | Laurent Barré                 | Union nationale |
|        | 1960        | Laurent Barré                 | Union nationale |
|        | 1960 - 1962 | François Boulais              | Libéral         |
|        | 1962 - 1966 | François Boulais              | Libéral         |
|        | 1966 - 1970 | Paul-Yvon Hamel               | Union nationale |
|        | 1970 - 1973 | Marcel Ostiguy                | Libéral         |